# ショーン・レイン
ショーン・レイン（Shawn Lane、1963年3月21日 - 2003年9月26日）は、アメリカのギタリストで、作曲家。テネシー州メンフィス生まれ。ソロでは2枚のスタジオ・アルバムを発表している。

## 来歴
若くしてアンダーグランドのギター・サークルで注目されたプレーヤーとなり、14歳でカントリー・ロックバンド「ブラック・オーク・アーカンソー」(英語版)に参加。
1992年発表のソロ・アルバム『パワーズ・オブ・テン』が有名で、ギタリストのジョン・マクラフリンと演奏していたベーシストのヨナス・エルボーグと共作した作品である。その後、1999年にはソロ・アルバム『トライトーン・ファシネーション』、2001年にライブ・アルバム『パワーズ・オブ・テン・ライヴ!』を発売。
レインは『ヤング・ギター』誌で、「Memphis, Beneath the Underdog」という連載講座を担当していた事がある。その当時はアイバニーズとエンドース契約を結んでいた。

### 健康状態と死没
彼は生涯、乾癬に罹患しており、13歳の頃から乾癬性関節炎（関節症性乾癬）を発症していた。当初特に演奏に支障はなかったが、関節が硬くなることから歩行に困難をきたしステロイド剤での治療が必要となった。そのため体重に大きな影響があり、元々若い頃はやせていたにもかかわらず、死の数年前には300ポンド（約136kg）を超えた。また常に喫煙をしていた。
2000年頃にはギターの演奏にも支障が出始め、演奏前には充分な休養が必要となった。2003年、彼は呼吸に困難を覚えるようになり、今後一生、医療酸素処置が必要と告げられた。しかしその後まもなく、2003年9月26日にテネシー州メンフィスの病院で死亡した。

## 音楽性とプレイスタイル
速弾きスタイルのギターで著名で、ピアノもプレイする。彼の音楽性は非常に多彩で、ロックやフュージョンをベースとしたワールドミュージック・インストゥルメンタルである。
リンゴ・スター、クリス・クリストファーソン、ジョニー・キャッシュ、ウィリー・ネルソン、ウェイロン・ジェニングス、ジョー・ウォルシュら多数のミュージシャンとも共演した。

## ディスコグラフィ

### ソロ・アルバム
- 『パワーズ・オブ・テン』 - Powers of Ten (1992年)
- 『トライトーン・ファシネーション』 - The Tri-Tone Fascination (1999年)
- 『パワーズ・オブ・テン・ライヴ!』 - Powers of Ten; Live! (2001年)

### ソロ・シングル
- "West Side Boogie" (1992年) ※プロモーション用シングル[3]

### 教則ビデオ
- Shawn Lane - Power Licks (1993年)
- Shawn Lane - Power Solos (1993年)
- Shawn Lane - Power Licks & Solos (1995年)

### ヨナス・エルボーグとの共作
- Abstract Logic (1995年) ※エルボーグ名義 with コフィ・ベイカー
- Two Doors (1995年) ※マイケル・シュリーヴ名義。2枚組の1枚目にレイン、エルボーグ共に参加
- Temporal Analogues of Paradise (1996年) ※with Apt. Q-258
- Time Is the Enemy (1997年)
- Zenhouse (1999年)
- Good People in Times of Evil (2000年) ※with Selvaganesh
- Personae (2002年) ※with ジェフ・サイプ
- Icon: A Transcontinental Gathering (2003年) ※with Umamahesh / Selvaganesh / Umashankar
- Paris: DVD release of the 2001 concert at New Morning (2004年) ※with The Vinayakrams